# 賓夕凡尼亞州第三國會選區
41°24′27″N 80°00′13″W / 41.40750°N 80.00361°W
賓夕凡尼亞州第三國會選區（英語：Pennsylvania's 3rd congressional district）包括费城的几个地区，包括西費城、中费城的大部分地区和北费城的部分地区。该选区自2019年以来一直由民主党人德懷特·埃文斯担任聯邦眾議員。库克党派投票指数为D+39，是全国民主党支持率最高的國會選區。